# ویتیا آیوازیان
ویتیا وُروشی آیوازیان (ارمنی: Վիտյա Վորոշի Այվազյան؛ زادهٔ ۳۱ دسامبر ۱۹۵۵ - درگذشته ۲۹ اوت ۱۹۹۰) یک فرد نظامی و سیاستمدار --> اهل ارمنستان است .

## زندگی‌نامه
در ۳۱ دسامبر ۱۹۵۵ در اسپانداریان به دنیا آمد و از دانشگاه دولتی ایروان و دانشگاه ملی پلی‌تکنیک ارمنستان فارغ‌التحصیل شد. وی همچنین برنده قهرمان ملی ارمنستان شده است. وی در ۲۹ اوت ۱۹۹۰ در سن ۳۴ سالگی در ایروان همراه با گغازنیک میکائلیان کشته شد و در پانتئون کومیتاس به خاک سپرده شد.